# Nival
 Nival  è una casa russa produttrice di videogiochi. Con uffici a Mosca e San Pietroburgo, Russia, Miami, Florida, Kiev, Ucraina e Minsk, Bielorussia, Nival ha attualmente più di 200 dipendenti in quattro studi di sviluppo.

## Storia
L'azienda è stata fondata nel 1996 sotto il nome di Nival Interactive dal veterano del settore dei videogiochi Sergey Orlovskiy, che attualmente lavora come CEO dell'azienda.
L'affermazione di Nival nel settore dei videogiochi si ha a seguito dello sviluppo degli strategici Blitzkrieg e Etherlords.
Nival successivamente ha sviluppato Heroes of Might and Magic V e le due espansioni Hammers of Fate e Tribes of the East, pubblicati da Ubisoft
Nival ha iniziato ad auto-pubblicare i suoi propri giochi nel 2005. Nello stesso anno toglie “Interactive” dal nome dell'azienda.
Attualmente gli studi di sviluppo stanno lavorando nel gioco di ruolo strategico Prime World  e al tower defence Prime World: Deferders. Altri due titoli dovranno essere annunciati alla fine del 2013.